# Cattleya mendelii
Cattleya mendelii är en orkidéart som beskrevs av Dombrain. Cattleya mendelii ingår i släktet Cattleya och familjen orkidéer. Inga underarter finns listade i Catalogue of Life.

## Bildgalleri

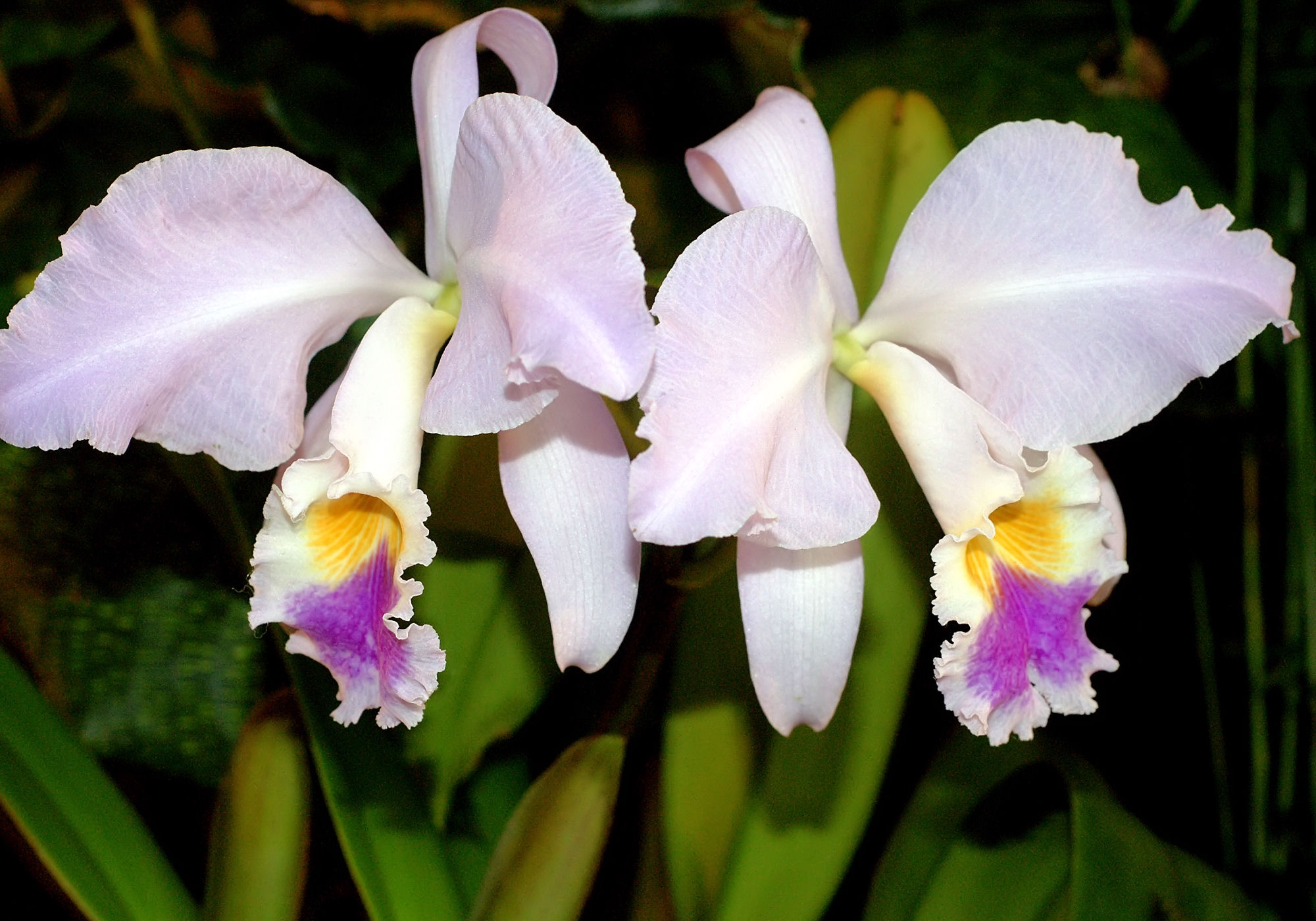
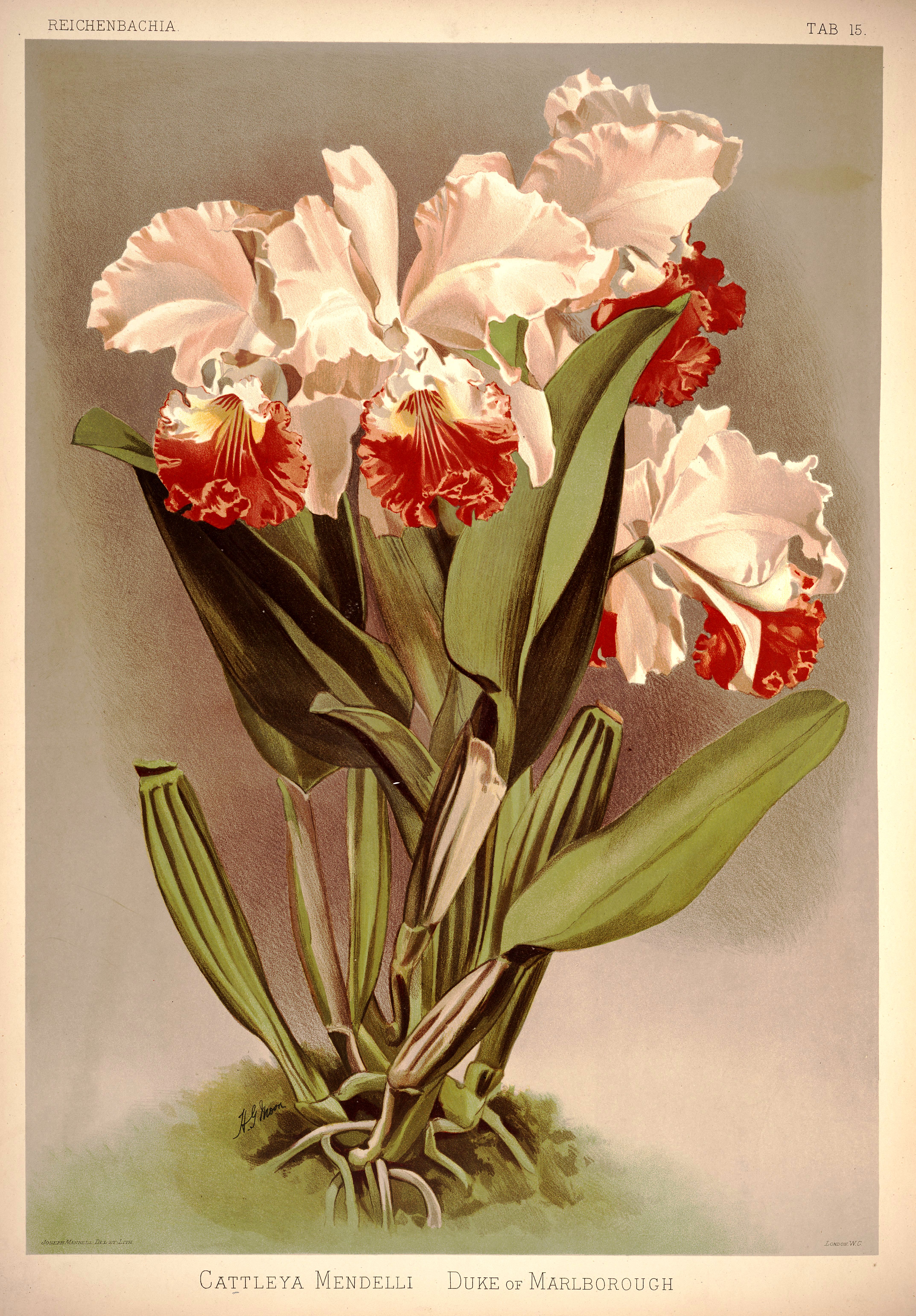
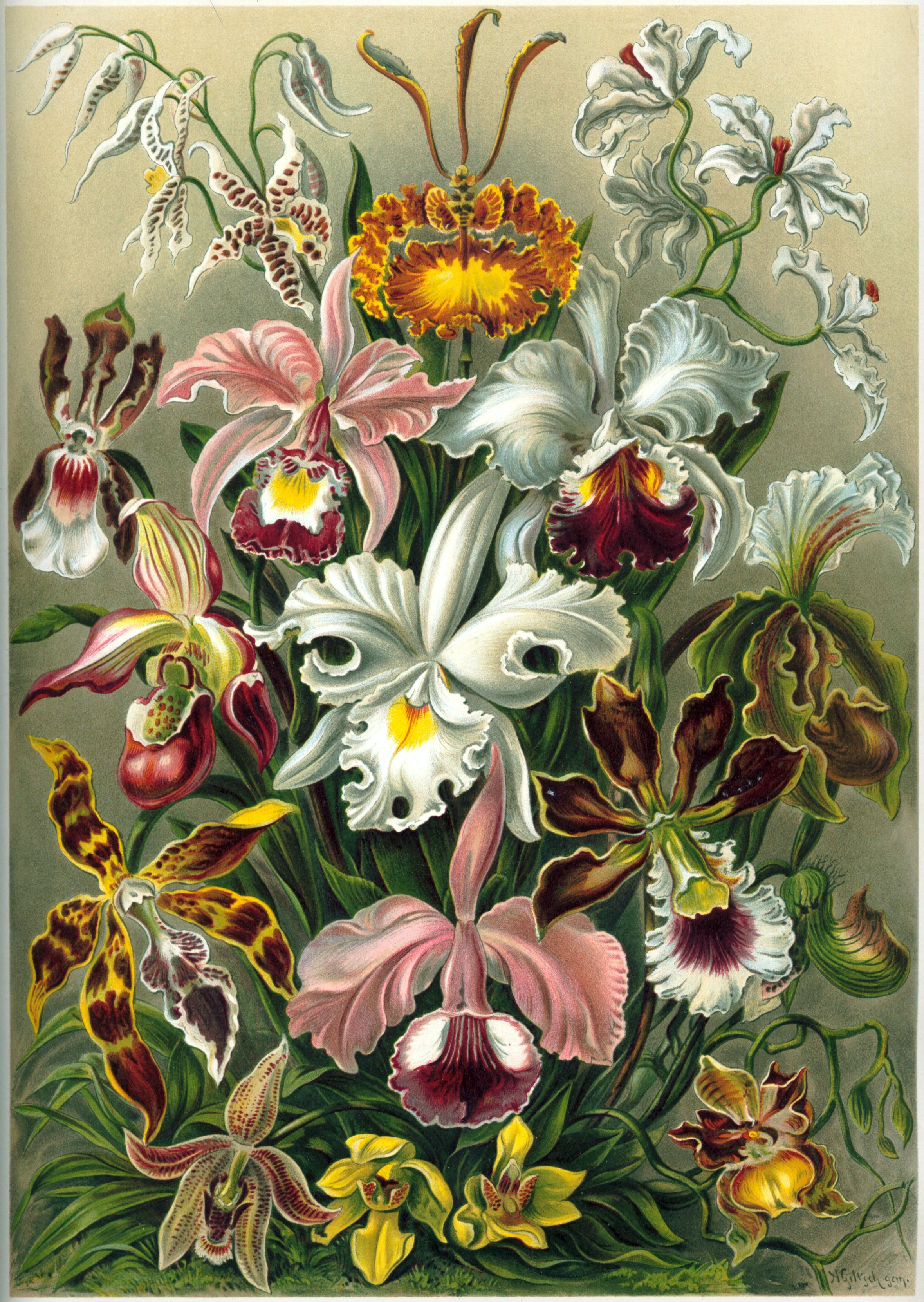